# کیو بادبان (ستاره کوتوله)
کیو بادبان (ستاره کوتوله) یک ستاره است که در صورت فلکی بادبان قرار دارد.